# Anaxipha titschaki
Anaxipha titschaki är en insektsart som beskrevs av Lucien Chopard 1954. Anaxipha titschaki ingår i släktet Anaxipha och familjen syrsor. Inga underarter finns listade i Catalogue of Life.